# Renan Oliveira
	Renan Abner do Carmo de Oliveira (São Paulo, Brasil, 8 de mayo de 1997), más conocido como Renan Oliveira o Renan, es un futbolista brasileño que juega de delantero en La Equidad de la Categoría Primera A.

## Trayectoria
Oliveira debutó en la Liga Premier de Ucrania con el Lviv el 30 de julio de 2019 en un partido contra el Desna Chernihiv. El 12 de enero de 2023, firmó un contrato de dos años con el Sarajevo, club de la Liga Premier de Bosnia y Herzegovina.

## Estadísticas
- Actualizado de acuerdo al último partido el 16 de abril de 2025.[4]

| Club            | País                 | Año     | Partidos | Goles |
| --------------- | -------------------- | ------- | -------- | ----- |
| Zlaté Moravce   | Eslovenia            | 2017-18 | 5        | 1     |
| Mosta           | Malta                | 2018-19 | 9        | 2     |
| San Ġwann       | Malta                | 2019    | 12       | 10    |
| FC Lviv         | Ucrania              | 2019-21 | 41       | 9     |
| Gil Vicente     | Portugal             | 2020    | 10       | 0     |
| Kolos Kovalivka | Ucrania              | 2021-23 | 12       | 1     |
| FK Žalgiris     | Lituania             | 2022    | 29       | 17    |
| FK Sarajevo     | Bosnia y Herzegovina | 2023-   | 56       | 22    |
| La Equidad      | Colombia             | 2025-   | 0        | 0     |
| Total           | Total                | Total   | 174      | 62    |

## Palmarés

### Títulos nacionales
| Título           | Club        | País     | Año  |
| ---------------- | ----------- | -------- | ---- |
| A Lyga           | FK Žalgiris | Lituania | 2022 |
| Copa de Lituania | FK Žalgiris | Lituania | 2022 |

### Distinciones individuales
| Distinción          | Año  |
| ------------------- | ---- |
| Goleador del A Lyga | 2022 |